# الپباخ ۱۳۲۱۷
سیارک ۱۳۲۱۷ (به انگلیسی: 13217 Alpbach، نامگذاری:1997ML2) سیزده هزار و دویست و هفدهمین سیارک کشف شده است که در ۳۰ ژوئن ۱۹۹۷ کشف شد.
قدر مطلق سیارک برابر ۱۴٫۸ است.